# Pierre Roger II. de Mirepoix
Pierre Roger II. de Mirepoix (* 1194~1202; † 1244~1262) war ein okzitanischer Adliger und Ritter in der ersten Hälfte des 13. Jahrhunderts. Als sogenannter Faydit (Renegat) gelangte er in der Endphase des Albigenserkreuzzuges zu entscheidender Bedeutung. In Unterscheidung zu seinem gleichnamigen Vater wurde er „le jeune“ (der Jüngere) genannt.

## Herkunft und Albigenserkreuzzug
Pierre Roger entstammte dem Haus der Bellisen, dessen Angehörige neben anderen adligen Familien die Co-Herren von Mirepoix stellten und als solche Vasallen der Grafen von Foix waren.
Wenngleich Pierre Roger selbst dem katholischen Glauben angehörte, waren seine engsten Familienmitglieder Anhänger der Glaubensbewegung der Katharer (Albigenser) und galten im Urteil der römischen Kirche als Häretiker. Sein Vater, Pierre Roger „le Vieux“ (der Ältere), erhielt 1204 in Fanjeaux das Consolamentum durch den Katharerbischof Guilhabert de Castres. Weiterhin gehörte noch Pierre Rogers Vetter Raymond de Péreille den „Reinen“ an, der als Herr des Montségur verantwortlich für den Ausbau dieser Burg zu einem der sichersten Rückzugsorte der Katharer war. Diese Baumaßnahme wurde auf einem Konzil der Katharer 1206 in Mirepoix beschlossen.
Nachdem im Frühjahr 1208 der päpstliche Legat Pierre de Castelnau ermordet worden war, rief Papst Innozenz III. zum Kreuzzug gegen die Albigenser auf, der sich zu Beginn des Jahres 1209 in Bewegung setzte. Nach der Einnahme von Carcassonne im August 1209 wandten sich die Kreuzfahrer unter der Führung des Simon IV. de Montfort gegen Mirepoix, das am 22. September erobert wurde. Die Herrschaft über die Stadt wurde danach an Guy de Lévis vergeben, der als Maréchal de croisade einer der wichtigsten Gefolgsmänner des Montfort war. Pierre Rogers Familie, wie auch die Familien der anderen Co-Herren der Stadt, begaben sich ins Exil nach Aragon oder nahmen im Untergrund den Kampf gegen die Kreuzfahrer auf.
Inwieweit Pierre Roger oder sein Vater in die folgenden Kämpfe verwickelt waren, ist unklar, jedenfalls werden ihre Namen nicht in deren Zusammenhang erwähnt. Erst als Graf Raimund Roger von Foix im Frühjahr 1223 Mirepoix belagerte, werden Vater und Sohn wieder an seiner Seite genannt. Nachdem Mirepoix im März des Jahres eingenommen wurde, verstarb der Graf an einem Geschwür. Auch der ältere Pierre Roger starb wenig später nach der Einnahme von Fanjeaux. So nahm der neue Graf von Foix, Roger Bernard II., den Herren der Stadt den Lehnseid ab. Diesen legten allerdings nur fünf der insgesamt elf übrig gebliebenen Co-Herren ab, darunter Pierre Roger und sein Bruder Isarn. Im Januar 1224 endete der „päpstliche Kreuzzug“ in einem Misserfolg, nachdem Graf Raimund VII. von Toulouse Carcassonne einnehmen konnte und der Anführer der Kreuzfahrer den Kampf aufgab.
Im Jahr 1226 eröffnete König Ludwig VIII. von Frankreich einen weiteren „königlichen Kreuzzug“ gegen die Albigenser, der nach zwei Jahren schließlich mit der Aufgabe des Grafen von Toulouse endete. Am 12. April 1229 unterzeichnete der führende Adel des Languedoc den Vertrag von Meaux-Paris, der die neuen Machtverhältnisse in dieser Region ordnete. Der Graf von Foix unterwarf sich darin der französischen Krone und musste dabei den Verlust von Mirepoix als eigenes Lehen akzeptieren, das wieder an Guy de Lévis ausgehändigt werden sollte. Pierre Roger und die anderen Co-Herren, jeglicher Unterstützung verlustig, mussten dies hinnehmen und verließen die Stadt.

## Widerstand gegen Krone und Inquisition
Im Jahr 1234 zog Pierre Roger auf dem Montségur ein, der immer noch von seinem Vetter Raymond de Péreille gehalten wurde. Pierre Roger heiratete dessen Tochter Philippa und übernahm das Kommando auf dem „Pog“ (Berg), der seit 1232 auf Beschluss des Katharerbischofs von Toulouse, Guilhabert de Castres, die Hauptstadt der katharischen Kirche war. Dort bot man in den folgenden Jahren okzitanischen Renegaten, den Faydits, die gegen die französische Herrschaft und die Inquisition kämpften, Schutz vor Verfolgung. Um dies zu unterbinden, forderte der französische König den Grafen Raimund VII. von Toulouse 1241 auf, als Beweis seiner Loyalität zur Krone den Montségur einzunehmen. Doch der Graf begann die Belagerung nur halbherzig und beendete sie auch nach kurzer Zeit ergebnislos, stattdessen erhob sich der Graf 1242 selbst gegen die französische Krone. Diesem Aufstand schloss sich neben dem führenden Adel des Languedoc auch Pierre Roger an, der damit allerdings den Untergang des Montségur herbeiführen sollte.

## Das Attentat von Avignonet
Im Frühjahr 1242 erreichte Pierre Roger eine Nachricht des Kastellans von Avignonet, Raimund d’Alfaro, der ein Neffe und Gefolgsmann des Grafen von Toulouse und außerdem ein heimlicher Katharer war. Es ist anzunehmen, dass diese Nachricht die Ankunft der Inquisitoren von Toulouse – Guillaume Arnaud und Étienne de Saint-Thibéry – in der Stadt beinhaltete. Pierre Roger brach am 26. Mai mit einem kleinen Gefolge nach Avignonet auf und übernachtete auf den 27. Mai im Wald von Gaja la Selve, wo in der Nacht weitere Unterstützung zu ihm stieß. Von dort zog er weiter zum Château d’Antioch vor den Toren Avignonets. In der Nacht des 28. Mai drangen mehrere Männer Pierre Rogers in die Stadt ein, während er selbst die Aktion vom Château aus überwachte. Die Männer wurden dabei von einem Vertrauten d’Alfaros geführt, der ihnen auch den Zugang zur Burg von Avignonet ermöglichte, in welcher die Inquisitoren übernachteten. Die Ritter Guillaume de Lahille, Guillaume de Balaguire und Bernard de Saint-Martin drangen daraufhin in die Gemächer der Inquisitoren ein und überraschten diese im Schlaf. Mit Streitäxten bewaffnet, töteten sie daraufhin diese und mehrere Angehörige ihres Gefolges.
Am Morgen des 29. Mai überbrachte der Ritter Jean Acermat dem vor dem Château d’Antioch wartenden Pierre Roger die Nachricht von der erfolgreich durchgeführten Tat. Laut der Aussage eines Zeugen vor einem mehrere Jahre später einberufenen Inquisitionstribunal soll Pierre Roger den Ritter Acermat bei dessen Eintreffen nach seinem Pokal gefragt haben, woraufhin der Ritter sagte, dieser sei zerbrochen. Daraufhin habe Pierre Roger humorvoll entgegnet, er habe den Pokal mit einem Goldreif zusammengefügt, um den Rest seiner Tage aus ihm trinken zu können. Die Rede war vom Schädel des Inquisitors Guillaume Arnaud.
Noch am selben Tag brach man wieder zum Montségur auf, wobei die Attentäter in Saint-Félix-de-Tournegat mit Jubel empfangen wurden.

## Belagerung des Montségur

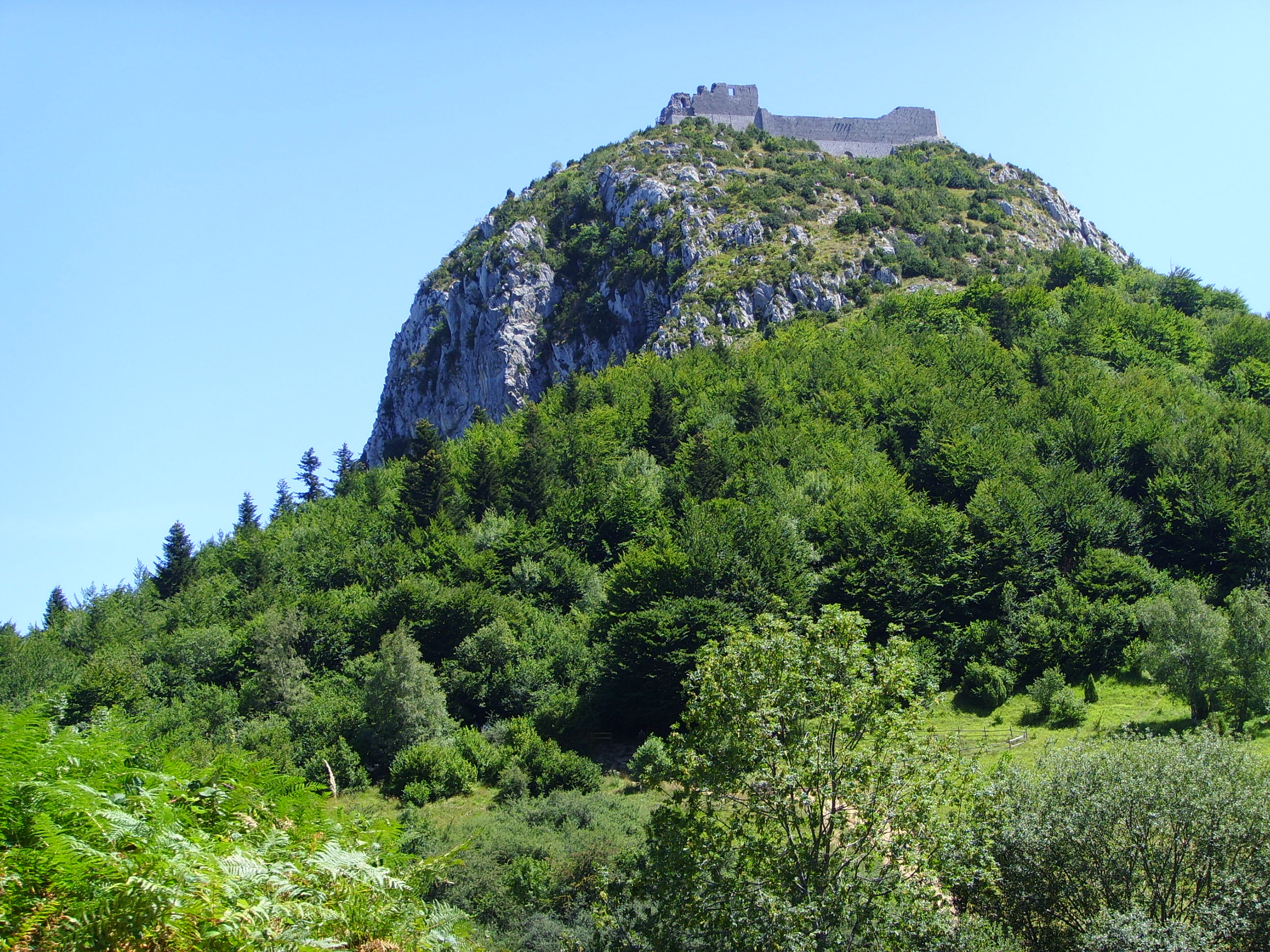
Der Montségur mit Burgruine

In Reaktion auf die Mordtat war im Mai 1243 ein etwa 1.000 Mann starkes königliches Heer unter der Führung des Seneschalls Hugues d’Arcis vor Montségur aufgezogen. Pierre Roger hatte das Kommando über die Verteidigung übernommen und sich bis zum Winter 1243 gut halten können, bis die Angreifer den Außenposten der Burg, den „Roc de la Tour“, einnehmen und ihr Belagerungsgerät bis direkt vor die Burg auf der Spitze des Pogs führen konnten. Nachdem die Nahrungsvorräte erschöpft und mehrere Ausfallversuche gescheitert waren, hatte er am 2. März Kapitulationsverhandlungen mit den Belagerern aufnehmen müssen, in denen die Aufgabe des Montségur zum 16. März 1244 vereinbart wurde. Alle gläubigen Katharer sollten dann den Autoritäten der römisch-katholischen Kirche, vertreten durch den Erzbischof von Narbonne Pierre Amiel, übergeben werden – vor die Wahl gestellt: Konversion zum römischen Glauben oder Scheiterhaufen. Keiner der 225 Katharer war zum Abfall von ihrem Glauben bereit, einige hatten sich noch wenige Tage zuvor zu Gläubigen weihen lassen. Nach Übergabe der Burg wurden 225 Katharer auf einer Ebene am Fuß des Montségur gemeinsam verbrannt. Darunter waren einige enge Familienangehörige Pierre Rogers, wie zum Beispiel seine Schwägerin Esclarmonde de Péreille, deren Mutter Corba de Lanta sowie die Cousine Saïssa de Congost.
Pierre Roger zog sich daraufhin nach Montgailhard zurück, das zum Herrschaftsbereich seines ehemaligen Lehnsherren, des Grafen von Foix, gehörte, wo er noch mindestens bis zum Mai 1244 blieb. Danach verliert sich seine Spur. Nach späteren Aussagen vor der Inquisition soll er noch bis 1262, verarmt und ohne Besitz, das Leben eines Faydit geführt haben, bevor er starb.